# Kopparstenarna

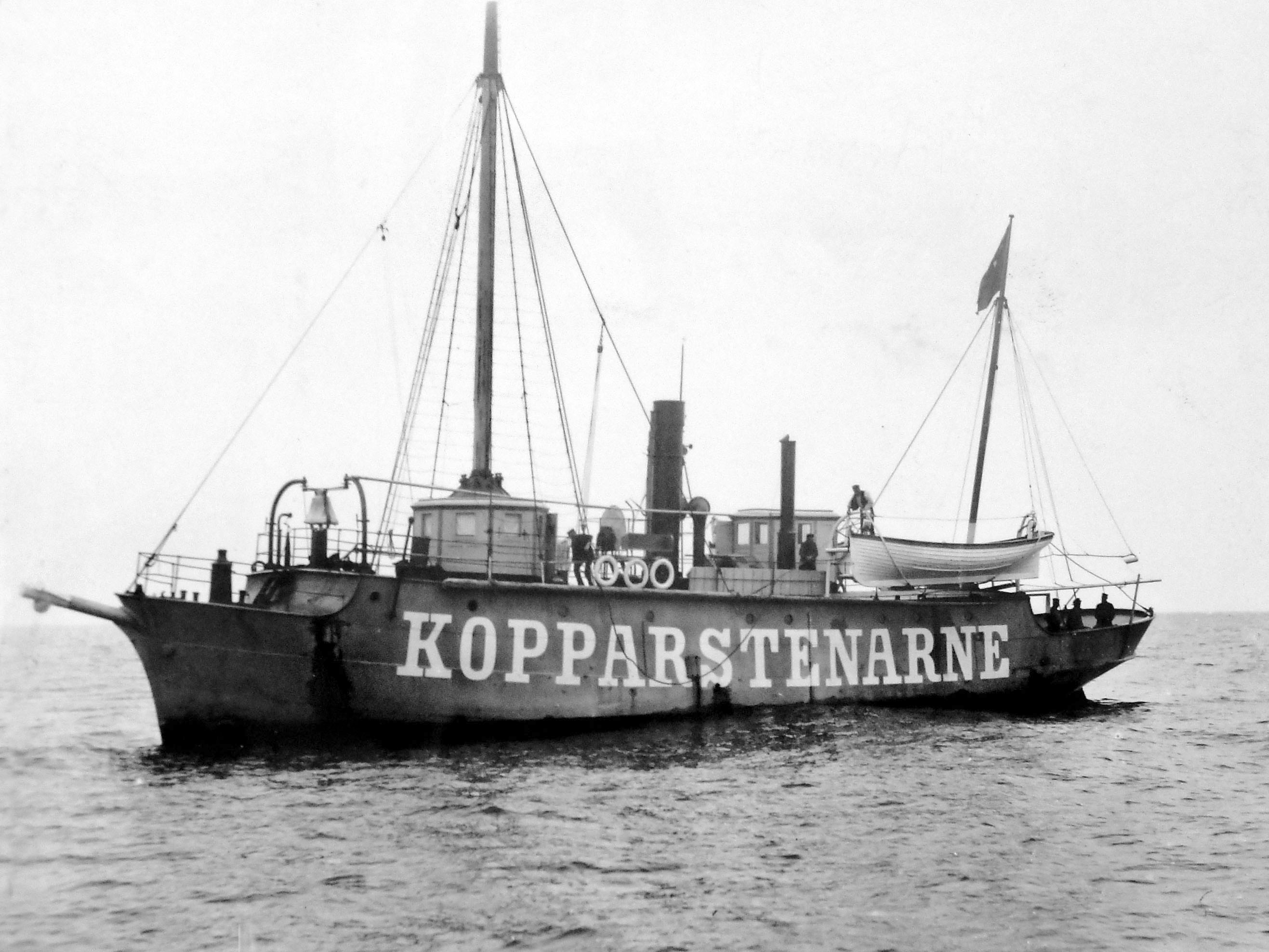
Fyrskepp Nr 16 Kopparstenarne.

Kopparstenarna är ett grundområde beläget cirka 20 km norr om Gotska Sandön. Grundet, vars största längd, i nordost och sydväst, är 6 km, består huvudsakligen av sand och rullstensblock. Djupet är 1 till 5 meter. Kopparstenarna är den nordligaste delen av en ändmorän som sträcker sig via Gotska Sandön ner till Salvorev vid Fårö. Kopparstenarna ingår sedan 1987 i naturreservatet Salvorev-Kopparstenarna.
Från 1883 till 1915 fanns sex olika fyrskepp stationerade vid Kopparstenarna. Sedan 1915 är området utmärkt med lysbojar.
Kopparstenarna ligger i utkanten av Sveriges territorialvatten. Om landhöjningen fortsätter kommer Kopparstenarna om några hundra år att bryta igenom vattenytan och bilda ett skär. Om territorialvattengränsen då kommer att gå 12 nautiska mil från Kopparstenarna, skapas ett sammanhängande territorialvatten mellan Gotland och Sveriges fastland.

## Skeppslista
| Nummer | Namn           | Tjänstgöringsår |
| ------ | -------------- | --------------- |
| 12     | Grepen         | 1883-1887       |
| 16     | Kopparstenarne | 1888-1900       |
| 3      | Grundkallen    | 1901-1902       |
| 23     | Kopparstenarne | 1903-1910       |
| 6      | Svenska Björn  | 1911-1912       |
| 2B     | Almagrundet    | 1913-1915       |